# Potoroinae
I Potoroini (Potoroinae Gray, 1821) sono l'unica sottofamiglia esistente dei Potoroidi. Comprende le bettonge, i potoroo e due specie di ratti canguro.

## Classificazione
- Sottofamiglia Potoroinae
  - Genere Aepyprymnus
    - Ratto canguro rossiccio, Aepyprymnus rufescens

  - Genere Bettongia
    - Bettongia orientale, Bettongia gaimardi
    - Boodie, Bettongia lesueur
    - Woylie, Bettongia penicillata
    - Bettongia settentrionale, Bettongia tropica
    - Bettongia moyesi †

  - Genere Caloprymnus †
    - Ratto canguro del deserto, Caloprymnus campestris †

  - Genere Potorous
    - Potoroo dai piedi lunghi, Potorous longipes
    - Potoroo dalla faccia larga, Potorous platyops †
    - Potoroo dal naso lungo, Potorous tridactylus
    - Potoroo di Gilbert, Potorous gilbertii

  - Genere Gumardee †
    - Gumardee pascuali †

  - Genere Milliyowi †
    - Milliyowi bunganditj †